# 松原秀典
松原 秀典（まつばら ひでのり、1965年11月15日 - ）は、日本のアニメーター、キャラクターデザイナー、イラストレーター。富山県西礪波郡福光町（現・南砺市）出身。5歳より高岡市在住。元・ガイナックス所属、現所属はカラー。別名義に、ピエール松原やヒデ松原がある。既婚、現在東京都在住中。
主な代表作は、『サクラ大戦』『ああっ女神さまっ』など。ガイナックスでアニメーターとして頭角を現し、キャラクターデザイナーとしてその才能を開花させた。ガイナックス退社後も様々な作品にキャラクターデザイン・作画監督・原画などで参加する。「サクラ大戦シリーズ」以降は、ゲーム関係の仕事にも多数携わっている。
2001年8月には、初の個展「サクラ大戦松原秀典原画展」を渋谷で開催した。
2002年『マガジンZ』（講談社）3、4月号掲載「シニガマエ2（漫画/後藤伸正 協力/草月一葉）」でゲスト作画（友情出演？）した。

## 活動
富山県立高岡工芸高校デザイン科卒業。その後、アニメーターになるために上京。画集『松原秀典アートワークス』に掲載されている藤島康介との対談によれば、最初は進路をデザイン方面に決めていたらしいが、アニメーションに参加したいという以前からの願いを叶えるために国際アニメーション研究所へ進学した（本人の話では、（アニメーションを学ぶ上で）そんなに助けには成らなかったらしい）。この対談にて松原は、「最初に志望していた職業は公務員だった」と言っている。
国際アニメーション研究所に入学して2年間、アニメーション作画技術を学んだ。1985年、ガイナックスで制作中であった『王立宇宙軍 オネアミスの翼』のパイロットフィルムを見て感激して、当時ガイナックスに在籍していた知り合いに頼んで動画テストを受け合格、動画に参加し、デビューを果たした。この作業中に庵野秀明や貞本義行らと出会う。この作品をきっかけに、1988年にガイナックスに入社。
『トップをねらえ!』、『ふしぎの海のナディア』、『新世紀エヴァンゲリオン』などに参加後、キャラクターデザイナーとしても頭角を表した。
1996年に『新世紀エヴァンゲリオン』の制作終了と同時にガイナックスを退社した後は、フリーランスとして活動。一時期、スタジオゑびすに所属していたが、2006年には庵野と貞本に誘われ、『ヱヴァンゲリヲン新劇場版』への参加と同時にカラーへ入社。その後は同社作品のキャラクター総作画監督として多く関わる。
故郷高岡市の観光大使『あみたん娘』のキャラクターデザインも手掛けている。
松原のイラストは、アートコレクションハウスで美術品としても取引されている。

## 人間関係
アニメーション監督の合田浩章とは1988年の『トップをねらえ!』からの友人であり、『ヱヴァンゲリヲン新劇場版:序』や『ああっ女神さまっ 闘う翼』のように、互いの代表作へ参加するなどの交流を続けている。
漫画家の藤島康介との仕事もアニメやゲームなどの方面で、1993年以降続けている。『ああっ女神さまっ』以外にも、『サクラ大戦』や『ガングレイヴ』などに共同参加している。そういった縁から、画集『松原秀典アートワークス』の巻末には松原と藤島の対談が収録された。
ガイナックス時代の先輩アニメーターである貞本義行は、デビュー直後の松原の実力を認めた最初の人物である。
ガイナックス退社後の参加作には、偶然にもガイナックス時代の先輩が参加していた場合が多かった。『サクラ大戦』のアニメーションキャラクター設定の守岡英行、『妄想代理人』の原画の中山勝一(後の『ヱヴァンゲリヲン新劇場版：破』の副監督)、『巌窟王』の監督の前田真宏などは、松原と一緒に仕事をしていた先輩、あるいは同年輩アニメーターである。

## 評価

### 大張正己
アニメーション監督の大張正己は、描くキャラクターが男女問わず艶っぽく、止め絵が鑑賞できる程のクオリティで描ける希有なアニメーターであるとして、そのデッサン力を絶賛している。

## エピソード
- カリフォルニアで開催された「アニメエキスポ2001」にゲスト参加した際、イベント場近くにあった喫茶店で飛行機離陸直前までサインとペン画を描いていたという。
- 声優の井上喜久子が進行したフジテレビのデジタルラジオ番組『井上喜久子のおさかなラジオ』の2001年10月1日放送分にゲスト参加した際には、『ああっ女神さまっ』のエピソードや自身の幼年期の逸話などのエピソードを公開している。上記のエピソードも、この放送中に公開されたエピソードである。

## 主な参加作品

### テレビアニメ
- ダーティペア （1985年、原画）
- ふしぎの海のナディア （1990-1991年、5話 作画監督・原画）
- 新世紀エヴァンゲリオン （1995-1996年、8話・26話 原画）
- るろうに剣心 -明治剣客浪漫譚- （1996-1998年、作画監督・版権原画）
- EAT-MAN （1997年、原画）
- serial experiments lain （1998年、原画）
- サクラ大戦TV （2000年、キャラクターデザイン[3]）
- THE ビッグオー second season （2003年、原画）
- ああっ女神さまっ （2005年、キャラクターデザイン・総作画監督）
- ああっ女神さまっ それぞれの翼 （2006年、キャラクターデザイン・総作画監督）
- 妄想代理人 （2004年、原画）
- 巌窟王 （2004-2005年、キャラクターデザイン[4]・作画監督・原画）
- RED GARDEN （2006-2007年、オープニング作画） ※途中から参加
- ああっ女神さまっ 闘う翼 （2007年、キャラクターデザイン・オープニング作画監督）
- 宇宙戦艦ヤマト2199 （2013年、作画監督）
- 機動戦士Gundam GQuuuuuuX（2025年、デザインワークス・キャラクター作画監督）[5]

### OVA
- トップをねらえ! （原画）
- 校内写生2 （キャラクターデザイン・作画監督）
- 続・おたくのビデオ （作画監督・原画）
- 機動警察パトレイバー （原画）
- DETONATORオーガン （作画監督）
- バブルガムクライシス （作画監督・原画）
- バブルガムクラッシュ! （オープニング原画）
- ああっ女神さまっ （キャラクターデザイン・総作画監督）
- セイバーマリオネットR （原画）
- 逮捕しちゃうぞ  （オープニングアニメーション・原画）
- 精霊使い （キャラクターデザイン）
- KEY THE METAL IDOL （原画）
- 神秘の世界エルハザード （原画）
- Ninja者 （原画）
- フォトン （原画）
- イーハトーブ幻想 （作画監督）
- サクラ大戦シリーズ
  - サクラ大戦 桜華絢爛 （1997年、キャラクターデザイン）
  - サクラ大戦 轟華絢爛 （1999年、キャラクターデザイン）
  - サクラ大戦 神崎すみれ 引退記念 す・み・れ （2002年、キャラクターデザイン）
  - サクラ大戦 エコール・ド・巴里 （2003年、キャラクターデザイン）
  - サクラ大戦 ル・ヌーヴォー・巴里 （2004年、キャラクターデザイン）
  - サクラ大戦 ニューヨーク・紐育 （2007年、キャラクターデザイン）
- 青の6号 （1999年、原画）
- ああっ女神さまっOADシリーズ
  - ああっ女神さまっ いつも二人で （2011年、キャラクターデザイン）
  - ああっ女神さまっ ハンターズ＆ハンターズ （2011年、キャラクターデザイン）
  - ああっ女神さまっ DIVE! LIVE! LOVE! （2013年、キャラクターデザイン）

### 映画
- 王立宇宙軍 オネアミスの翼 （1987年、動画）
- 機動警察パトレイバー the Movie （1989年、原画）
- サイレントメビウス2 （1992年、作画監督）
- 新世紀エヴァンゲリオン劇場版 シト新生 （1997年、DEATH編 原画）
- 餓狼伝説 -THE MOTION PICTURE- （1994年、原画）
- パーフェクトブルー （1998年、原画）
- ああっ女神さまっ （2000年、キャラクターデザイン・総作画監督・絵コンテ）
- サクラ大戦 活動写真 （2001年、キャラクターデザイン）
- スチームボーイ （2004年、原画）
- ヱヴァンゲリヲン新劇場版シリーズ
  - ヱヴァンゲリヲン新劇場版:序 （2007年、作画監督・デザインワークス・原画）
  - ヱヴァンゲリヲン新劇場版:破 （2009年、作画監督・デザインワークス・原画）
  - ヱヴァンゲリヲン新劇場版:Q （2012年、原画）
  - シン・エヴァンゲリオン劇場版（2021年、キャラクターデザイン・原画）
- Genius Party Beyond 「GALA」 （2008年、原画）
- いばらの王 -King of Thorn- （2010年、キャラクターデザイン）
- とある飛空士への追憶 （2011年、キャラクターデザイン）
- この世界の片隅に （2016年、キャラクターデザイン・作画監督）
- この世界の（さらにいくつもの）片隅に （2019年、キャラクターデザイン・作画監督）

### ラジオドラマ
- ツインビーPARADISE3 （キャラクターデザイン）

### ゲーム
- サクラ大戦シリーズ[6]（1996年 - 2008年、キャラクターデザイン・作画監督・版権原画）
- アイドル雀士スーチーパイシリーズ（作画監督）
- ツインビーRPG（1998年、キャラクターデザイン）
- ガングレイヴ（2002年、デザインイラスト・イメージイラスト）
- フリフオンライン（2004年、イメージイラスト）
- 新選組群狼伝（2005年、キャラクターデザイン）
- テイルズ オブ ジ アビス（2005年、アニメパート原画）
- テイルズ オブ ザ レイズ（2017年、キャラクターデザイン）

### 画集
- 松原秀典アートワークス（2006年/ソフトバンク）
- 松原秀典イラストワークス（2010年7月27日発売/一迅社）

### その他
- 富山県高岡市観光大使「あみたん娘」（2012年、キャラクターデザイン）